# MotorSport New Zealand
MotorSport New Zealand is een raceorganisatie in Nieuw-Zeeland. Deze organisatie organiseert alle races in Nieuw-Zeeland. De organisatie is opgericht op 18 oktober 1947.

## Geschiedenis
Op 18 oktober 1947 kwamen acht auto-associaties bij elkaar in Wellington. Tijdens deze vergadering werd de 'Association of New Zealand Car Clubs' opgericht. In het begin was deze organisatie ervoor om alle associaties te verenigen door dezelfde regels aan te nemen. Ook werden er weg-, strand- en heuvelklim-races georganiseerd.
In de periode van 1947 tot 1961 groeide de organisatie tot 56 clubs, en hadden in totaal meer dan 10000 leden. In 1956 werd deze organisatie erkend door de Royal Automobile Club (de baas van alle automobielclubs in het Gemenebest van Naties. Daardoor kon het lid worden van de FIA.
Vanaf 1967 werd deze organisatie hernoemd tot Motorsport Association of New Zealand Inc. In deze periode groeide het aantal clubs aangesloten bij de organisatie tot 105. In 1996 kwam er weer een nieuwe naam voor het kampioenschap: MotorSport New Zealand Inc.

## Kampioenschappen
- NZV8's
- Toyota Racing Series
- Battery Town Porsche GT3 Cup
- MTA Formula Ford
- Mini Challenge
- First Windows & Doors V8s Development Series
- Bridgestone Porsche
- Production Racing Championship
- Formule First
- NZ Super Truck

### Races
- A1GP Taupo
- WRC Rally van Nieuw-Zeeland